# Kanton Riscle
Riscle is een voormalig kanton van het Franse departement Gers. Het kanton maakte deel uit van het arrondissement Mirande. Het werd opgeheven bij decreet van 26 februari 2014, met uitwerking op 22 maart 2015. Alle  gemeenten werden opgenomen in het nieuwe kanton Adour-Gersoise.

## Gemeenten
Het kanton Riscle omvatte de volgende gemeenten:
- Arblade-le-Bas
- Aurensan
- Barcelonne-du-Gers
- Bernède
- Caumont
- Corneillan
- Gée-Rivière
- Labarthète
- Lannux
- Lelin-Lapujolle
- Maulichères
- Maumusson-Laguian
- Projan
- Riscle (hoofdplaats)
- Saint-Germé
- Saint-Mont
- Ségos
- Tarsac
- Vergoignan
- Verlus
- Viella